# Le Grand Chemin (film, 1962)

Le Grand Chemin (Bolshaya doroga) est un film tchécoslovaco-soviétique réalisé par Iouri Ozerov, sorti en 1962 en URSS et en 1963 en Tchécoslovaquie.

## Synopsis
Ce jour-là, Jaroslav Hasek, célèbre auteur de comédies et anarchiste convaincu, n'avait d'autre but que d'aller boire une bonne bière dans son café préféré.
Mais l'Autriche-Hongrie venait d'entrer en guerre et au lieu de bière, c'est un uniforme auquel il eut droit. Enrôlé de force, Hasek ? Oui, mais il n'allait pas se laisser faire !

## Fiche technique
- Titres français : Le Grand Chemin ou La Grande Route[1]
- Réalisation : Iouri Ozerov
- Scénario : Iouri Ozerov, Giorgi Midvani
- Musique : Karen Khatchaturyan
- Directeur de la photographie : Igor Chemykh
- Décors : Aleksandr Myagkov
- Son : Boris Volsky
- Production : Mosfilm, Studio Barrandov
- Dates de sortie :
  - URSS : 1962
  - Tchécoslovaquie : 1963
  - Italie : septembre 1963 (Mostra de Venise)[2]

## Distribution
- Josef Abrhám : Jaroslav Hasek
- Rudolf Hrušínský : Josef Stralipska
- Inna Gulaya : Shura
- Jaroslav Marvan : le général Vaclav
- Frantisek Filipovsky : le capitaine
- Oleg Borisov : Mityka
- Sergueï Filippov : bourgmestre
- Youri Yakovlev : Plivanov, voix off
- Nikolaï Grinko : commandant de l'armée rouge